# Indianapolis 500 2017
Indianapolis 500 2017 (oficjalnie 101st Running of Indy 500 Presented by PennGrade Motor Oil) – 101. edycja wyścigu, który został rozegrany na torze Indianapolis Motor Speedway 28 maja 2017 roku w ramach serii IndyCar.